# Museumapotheek dr. Humblé

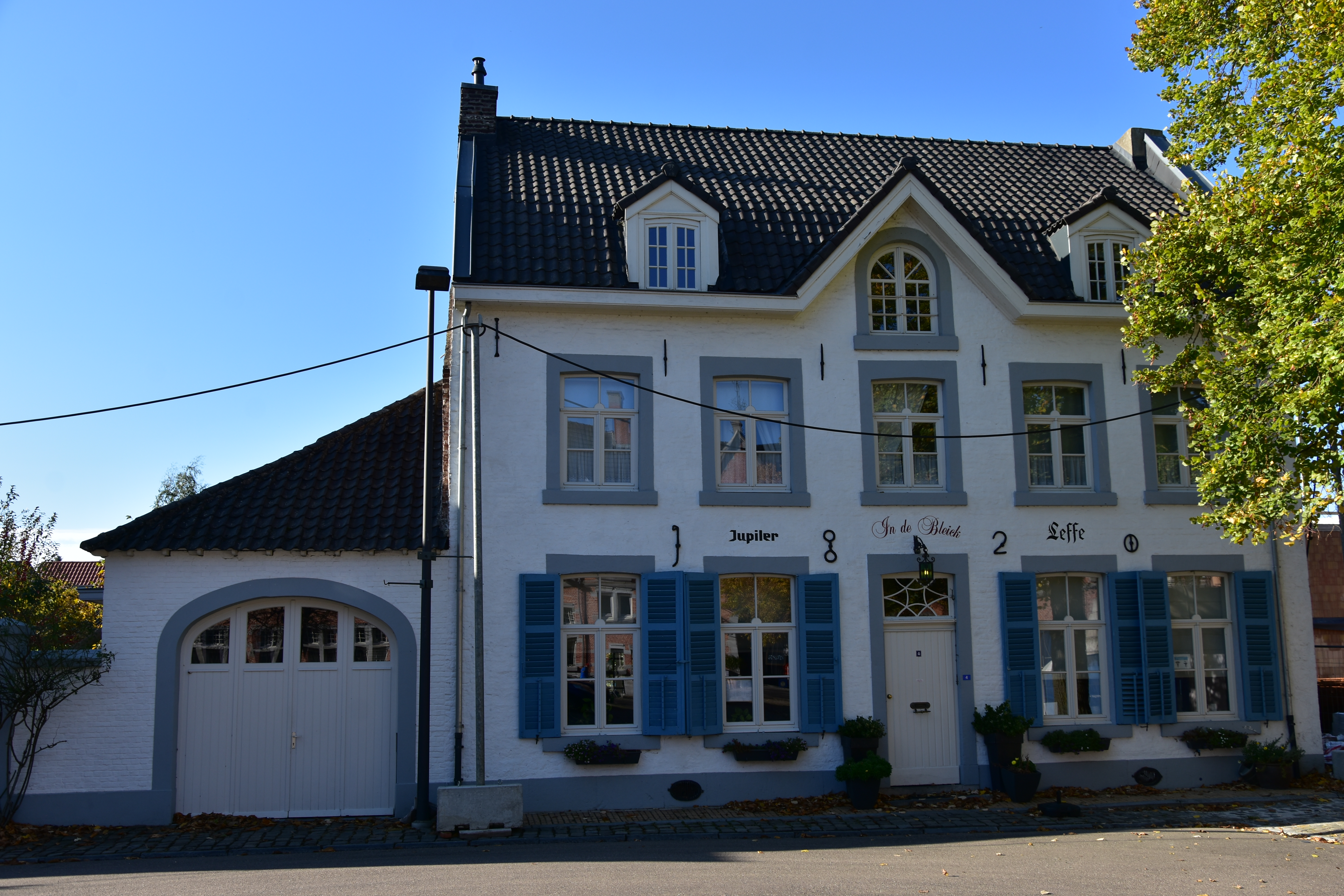
Museumapotheek dr. Humblé

De Museumapotheek dr. Humblé is een museum te Rekem, meer bepaald in Oud-Rekem.
Het museum is gevestigd in het rechtergedeelte van een laat-classicistisch pand uit 1820, dat ligt aan Groenplaats 4.
De inrichting en collectie is voortgekomen uit de apotheek van de familie Humblé, welke vanaf 1891 ook een artsenpraktijk omvatte. De dokters- en apothekerspraktijk, beiden uitgeoefend door dokter Gerard Humblé, was gevestigd in het huis De Roomse Keizer aan de Herenstraat in Rekem. Deze werd tot 1970 voortgezet door zijn zoon Frans. In 1985 werd de collectie door de weduwe Humblé overgedragen en in 2009 werd ze in het museum tentoongesteld.
De collectie omvat de inrichting van een 19e-eeuwse apotheek, met originele toonbank en een uitgebreide verzameling glazen potten, mengbekers en dergelijke, inclusief de producten die in een dergelijke apotheek verkrijgbaar waren. Naast een apotheekinrichting is er ook een collectie historische doktersinstrumenten, waaronder een bevallingsstoel, lijkschouwersmateriaal en dergelijke.
Het museum is enkel toegankelijk voor groepen.

## Galerij

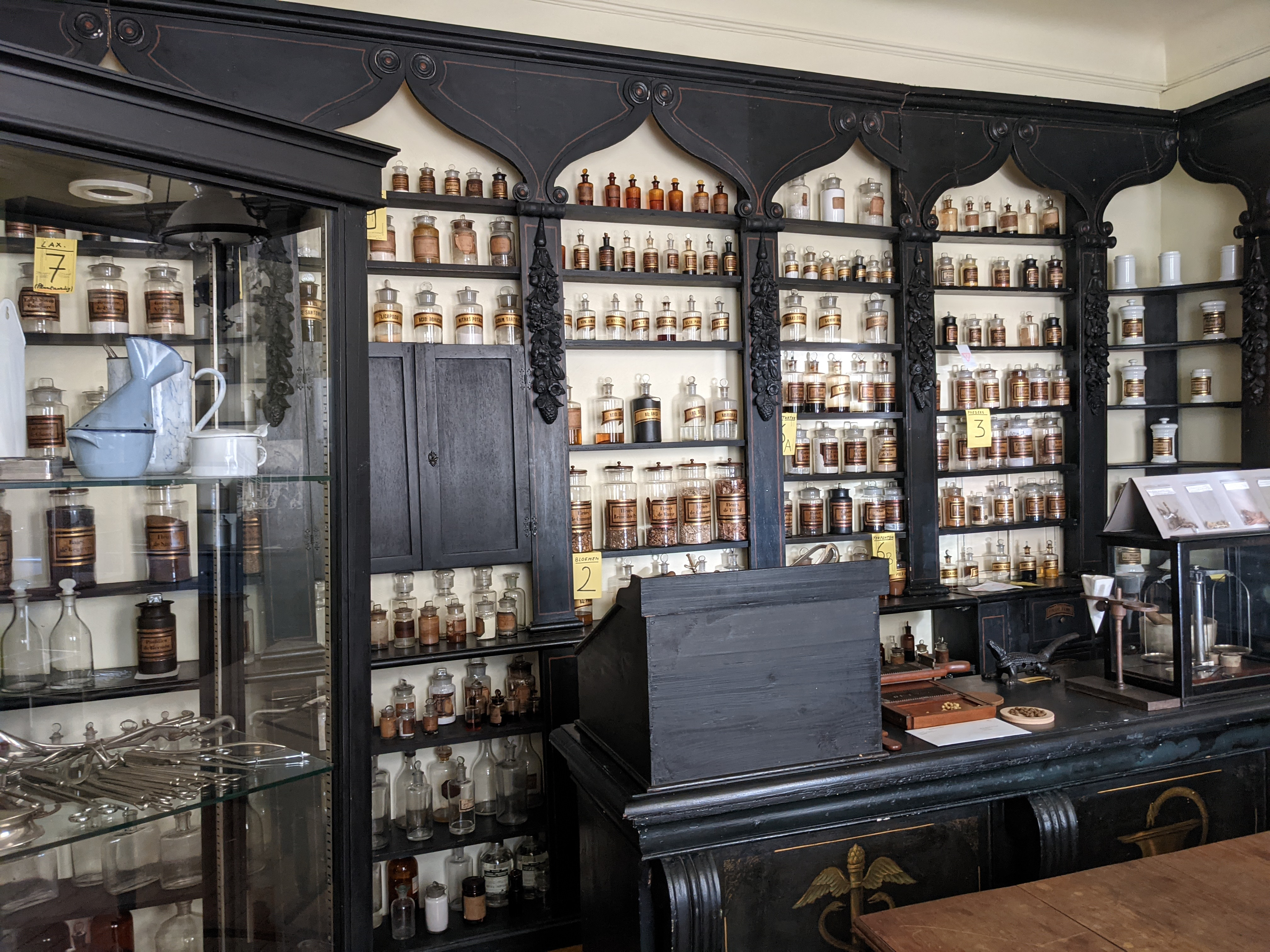
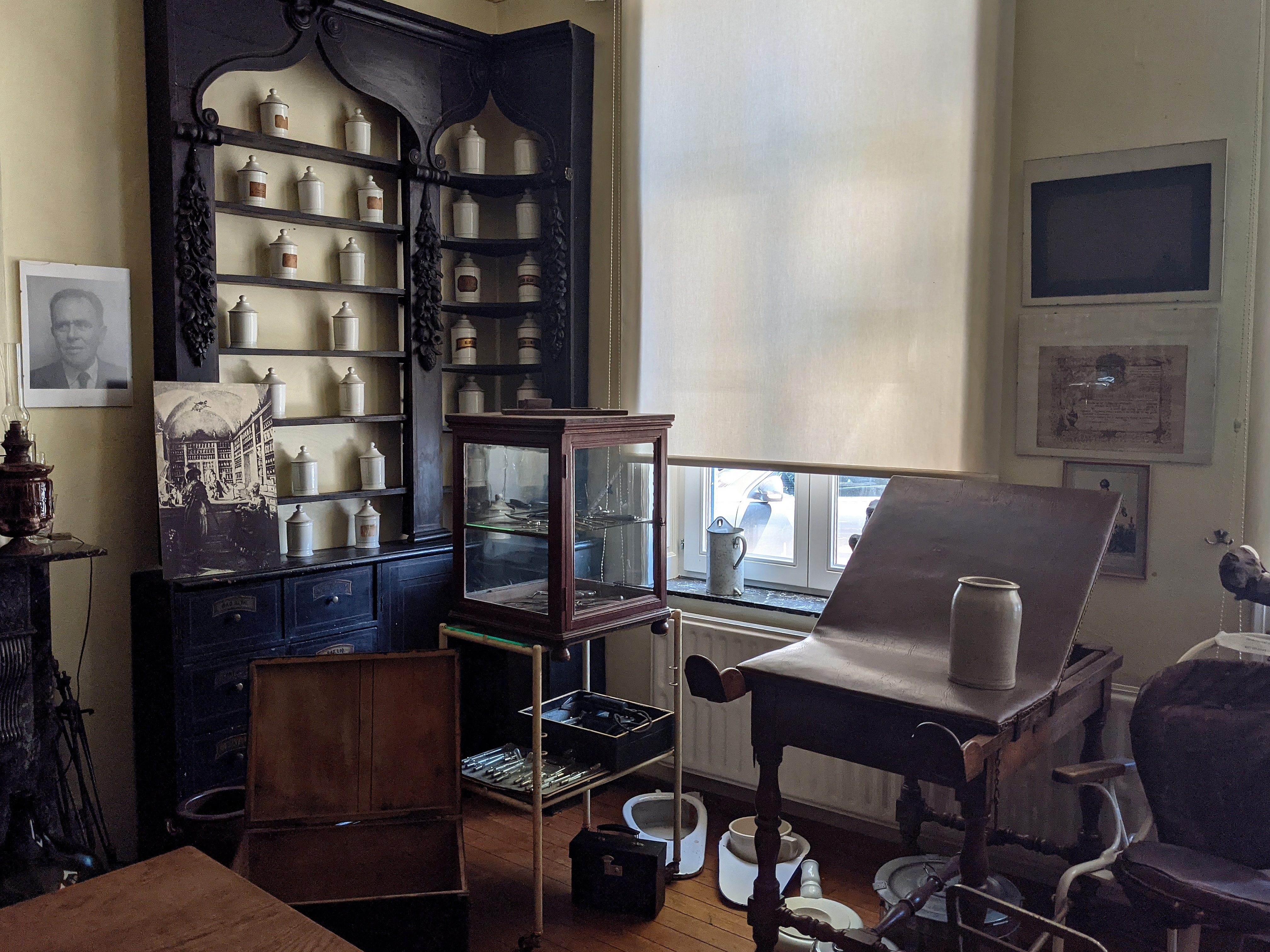
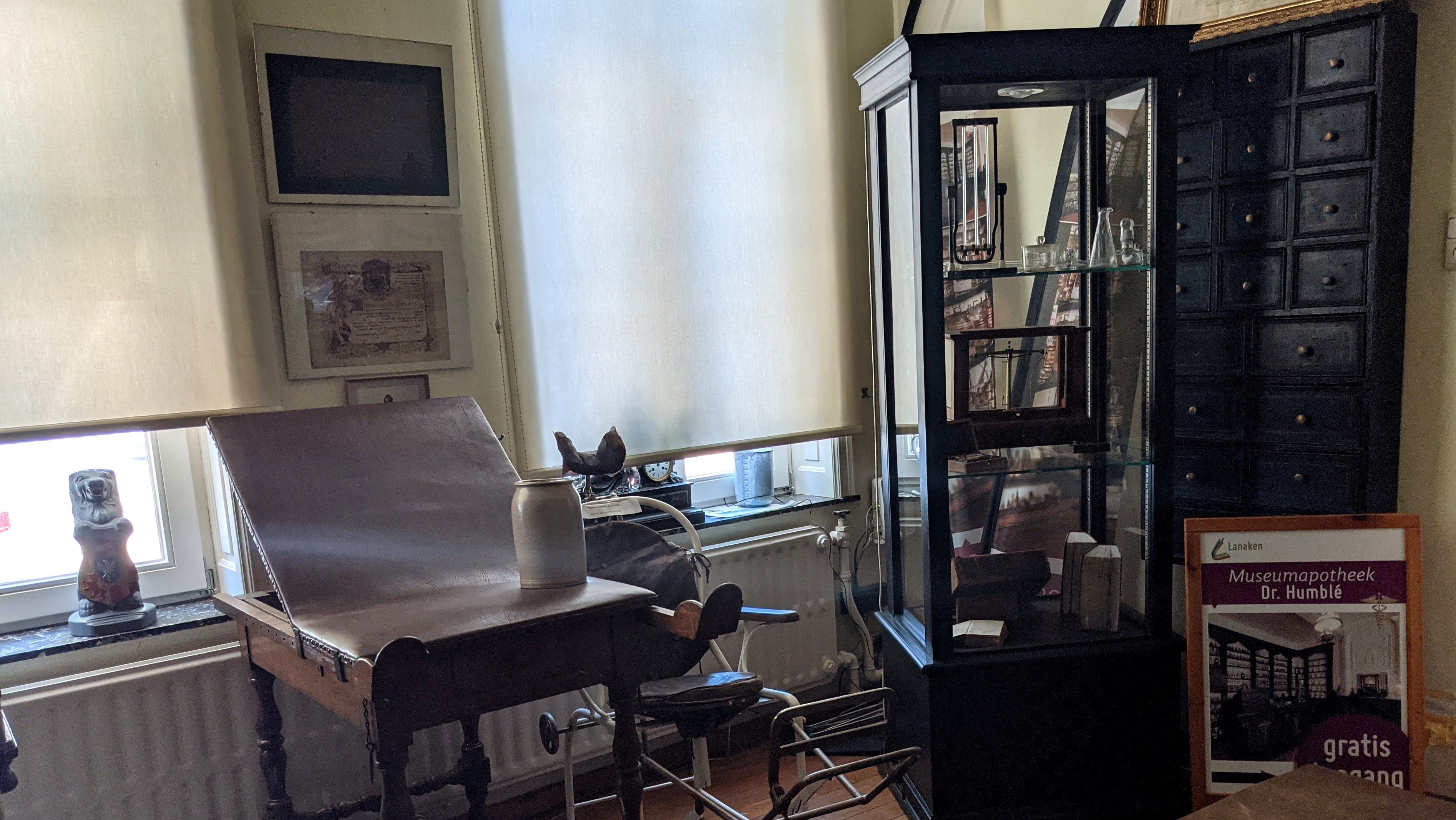
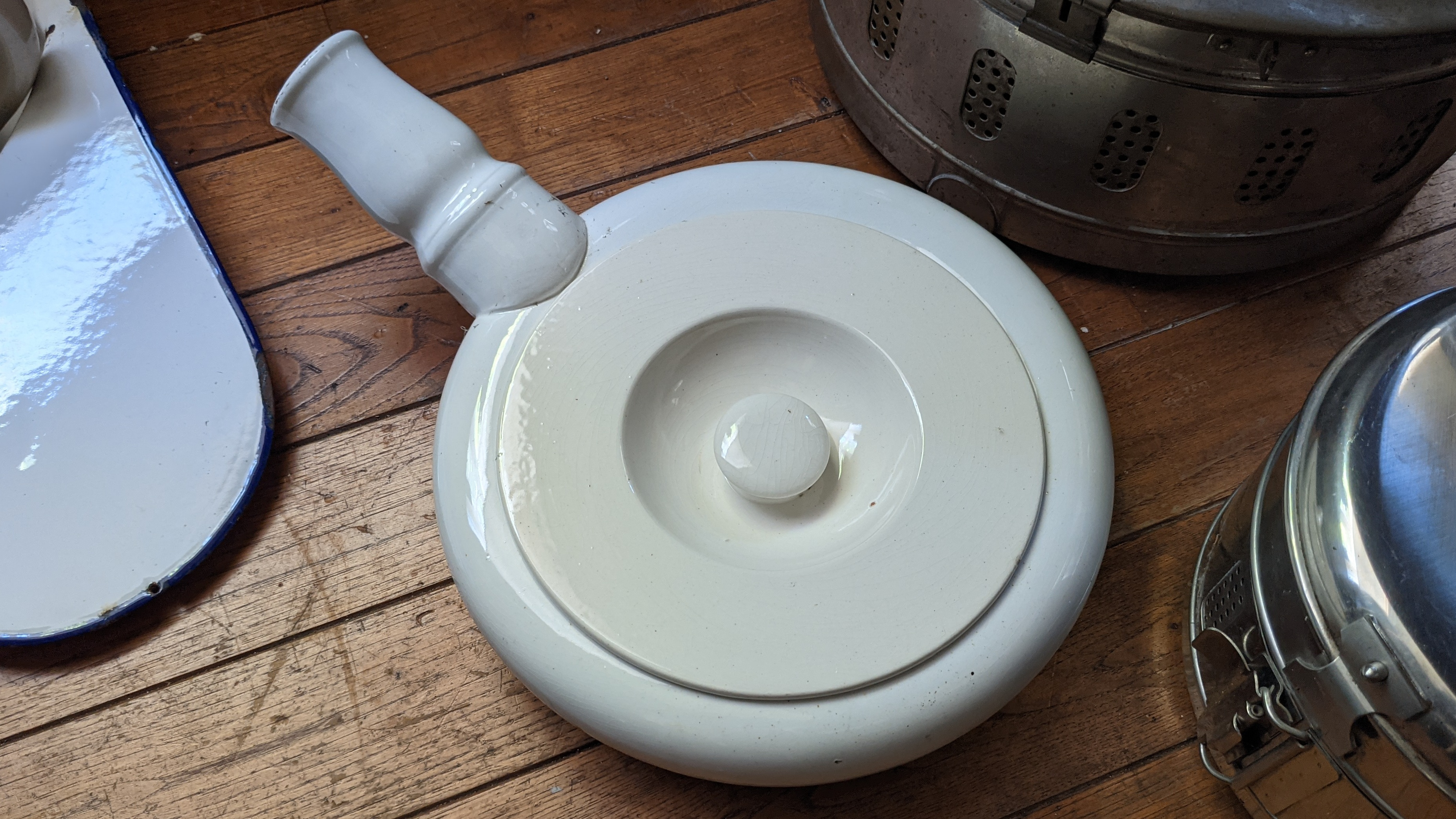